# Nové Zámky
Nové Zámky (maďarsky Érsekújvár, německy Neuhäusel, turecky Uyvar) je slovenské okresní město v Nitranském kraji, 37 km jižně od Nitry a 80 km východně od Bratislavy, na řece Nitra. Ve městě žije přibližně 36 tisíc obyvatel a je tak 15. největším slovenským městem. Roku 2011 zde žilo 64,6 % Slováků a 22,3 % Maďarů.
Nové Zámky leží ve střední části rovinaté a úrodné Podunajské nížiny na důležité dopravní spojnici mezi Bratislavou a Budapeští. Díky těmto podmínkám zde postupem času vznikl potravinářský a konzervárenský průmysl a také železniční stanice, která odstartovala růst města – Nové Zámky jsou důležitým železničním uzlem Slovenska

## Historie

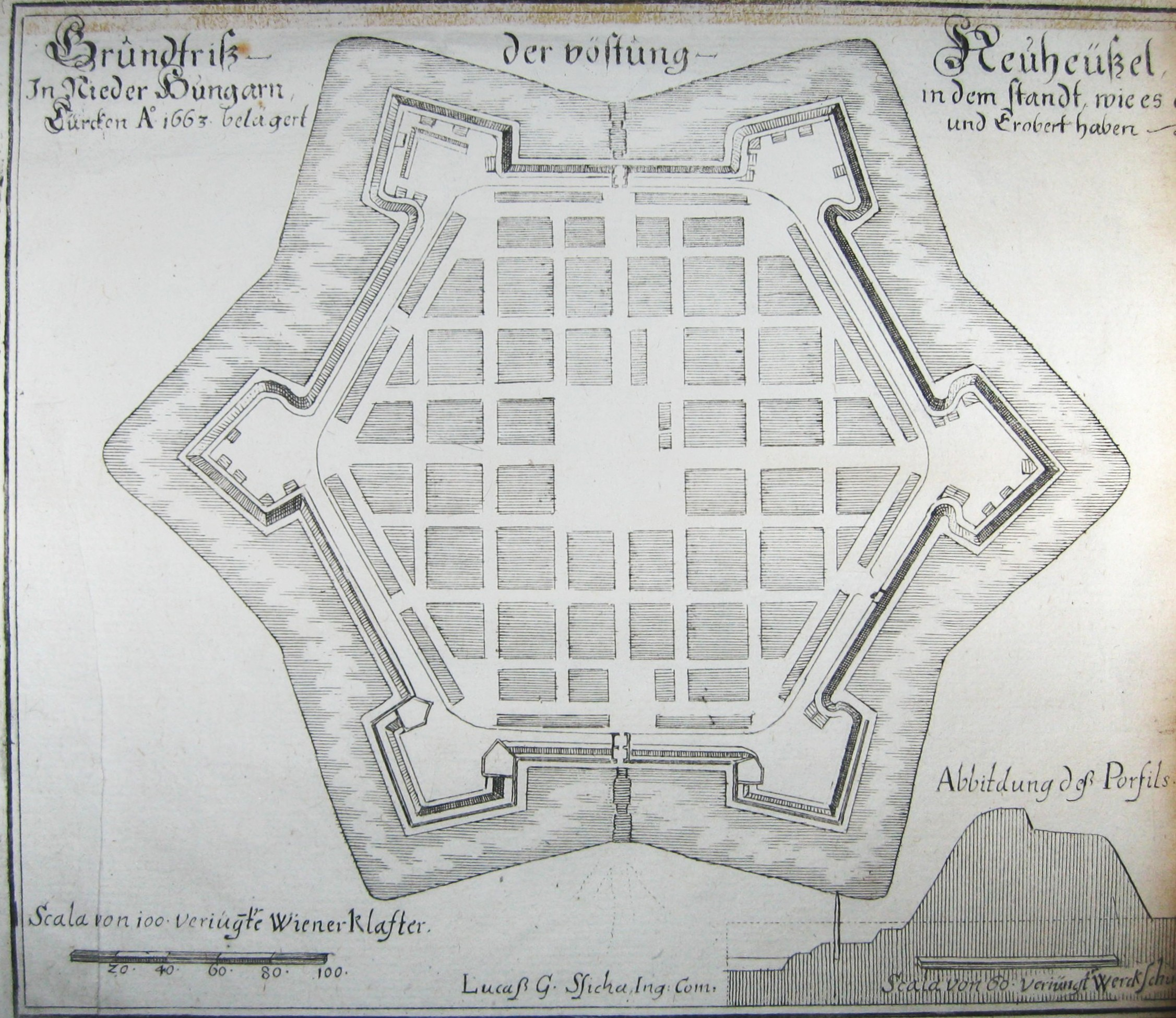
Plán města z doby okolo roku 1680

Na místě, kde dnes stojí město Nové Zámky, původně stály čtyři vesnice Nyárhíd, Gúg, Györök a Lék. Za založení města se pokládá rok 1545, kdy na levém břehu řeky Nitry byla vybudována pevnost na ochranu proti tureckým výbojům. V letech 1573–1580 byla pak na pravém břehu řeky Nitry postavena mohutná pevnost, kterou projektovali italští architekti Ottavio a Giulio Baldigarovi. Pevnost měla pravidelný šestiúhelníkový půdorys s bastiony pro dělostřelectvo. Pevnost byla po celém obvodu obehnána širokým vodním příkopem, který byl propojen s Nitrou. Stavbu vedl budoucí moravský zemský hejtman Bedřich (Fridrich) ze Žerotína a finančně na ni přispěly české stavy. Na jejich počest nesly tři ze šesti bašt názvy Žerotínova, Fridrichova a Česká. Město vyrostlo okolo této pevnosti. Dne 10. července 1621 zde při obléhání pevnosti, držené vojskem Gabriela Bethlena, padl velitel císařských vojsk generál Karel Bonaventura Buquoy. Osmané se pevnost pokoušeli během svého tažení v Uhersku šestkrát neúspěšně dobýt, podařilo se jim to v roce 1663. Nové Zámky pak Turci drželi až do roku 1685. V 18. století zde probíhaly v rámci protihabsbuských povstání četné boje, stejně jako v celém tehdejším Uhersku.
V roce 1724 byla novozámecká pevnost na příkaz císaře Karla VI. zdemolována. V roce 1856 zde byla Františkem Farkašem založena romská škola.

### Maďarsko-československá válka
V roce 1918 se Nové Zámky staly součástí nově vzniklého Československa. Dne 3. června 1919 pak ale v rámci maďarsko-československé války město obsadila maďarská armáda a u Nových Zámků probíhaly při obraně Československa těžké boje. Dne 20.6.1919 padl u Nových Zámků  velitel československého 39. střeleckého pluku major (podplukovník in memoriam) Jiří Jelínek.

### Druhá světová válka
Na základě první vídeňské arbitráže byly Nové Zámky v listopadu 1938 připojeny k Maďarsku. Během druhé světové války pak Nové Zámky byly nejvíce bombardovaným slovenským městem. V tomto období jeho obyvatelstvo zažilo tři velká bombardování anglo-americkými leteckými silami. Dva nálety proběhly 7. a 14. října 1944. Při druhém z nich byla kobercovým bombardováním zničená celá oblast v okolí nádraží a železniční kolonie města. Na území vlakového depa bylo napočítáno 364 bombových kráterů, bylo zničeno 40 lokomotiv s 1 370 naloženými vagóny. Zachovala se jen vodárenská věž. Při těchto bombardováních zahynulo přes 2 400 obyvatel města. Nejtragičtější bylo třetí bombardování 14. března 1945 (dva týdny před osvobozením města), kdy anglo-americké letectvo shodilo na město 700 bomb. Z původních 3 394 domů bylo zničeno 2 023. Většina historických staveb města byla zničena. Při tomto náletu zahynulo 4 000 obyvatel a dalších 6 000 jich zůstalo bez přístřeší. Celkem těmto spojeneckým bombardováním padlo za oběť téměř 6 500 obyvatel města což bylo asi 40 %.

## Obyvatelstvo
Historický a demografický vývoj obyvatelstva Nových Zámků:
| Rok  | Počet obyvatel | Rok  | Počet obyvatel |
| ---- | -------------- | ---- | -------------- |
| 1694 | 1200           | 1880 | 10 584         |
| 1713 | 1525           | 1890 | 11 299         |
| 1731 | 2970           | 1900 | 13 204         |
| 1755 | 3873           | 1910 | 16 228         |
| 1779 | 4671           | 1940 | 23 306         |
| 1787 | 5167           | 1945 | 13 400         |
| 1811 | 5493           | 1946 | 18 710         |
| 1821 | 5957           | 1950 | 20 031         |
| 1830 | 6904           | 1961 | 22 041         |
| 1851 | 6936           | 1965 | 23 457         |
| 1857 | 7622           | 1991 | 42 923         |
| 1869 | 9483           | 2001 | 42 262         |
|      |                | 2011 | 39 646         |

Národnostní složení:
|            | Rok (údaje v %) |      |      |       |      |      |       |       |       |
|            | 1700            | 1720 | 1890 | 1910  | 1930 | 1938 | 1991  | 2001  | 2011  |
| Maďaři     | 61              | 46   | 71   | 91,43 | 45   | 88   | 31,10 | 27,50 | 22,36 |
| Slováci    | 25              | 36   | 8    | 5,94  | 42   | 9,5  | 66,82 | 69,70 | 64,62 |
| Němci      | 13              | 17   | 4    | 2     | –    | –    | –     | <0,1  | <0,1  |
| Romové     | –               | –    | 3    | –     | –    | –    | –     | 0,80  | 0,12  |
| Židé       | –               | –    | 13   | 8,48  | 8    | –    | –     | 0,07  | 0,07  |
| Nezjištěná | –               | –    | –    | –     | –    | –    | –     | –     | 11,71 |

## Doprava
V Nových Zámcích je železniční uzel, který spojuje trati Bratislava–Štúrovo, Nové Zámky – Prievidza, Železniční trať Nové Zámky – Zvolen, Nové Zámky – Zlaté Moravce a Nové Zámky – Komárom. Projíždí tudy mezinárodní vlaky z České republiky do Maďarska.

## Pamětihodnosti
- Evangelický kostel je jednolodní novogotická stavba z let 1904–1905 s pravoúhlým ukončením presbytáře a představenou věží. Autorkou oltářního obrazu je budapešťská malířka Ritta Boemm. Obraz je v pointilistickém stylu a nese název Rozsévač. Fasády kostela jsou členěny opěrnými pilíři z režné cihly a okny s lomeným obloukem se šambránami. Věž je ukončena trojúhelníkovými štíty a jehlancovou helmicí.
- Kalvárie, soubor z roku 1779 složený ze schodiště se sochami, dvanácti zastavení a centrálního sousoší s ukřižovaným Kristem . Areálu dominuje barokně-klasicistní kaple Sedmibolestné Panny Marie ze začátku 19. století.
- Morový sloup z roku 1740, barokní sousoší s rokokovými prvky.
- Kaple Svaté Trojice, též známá jako Bernolákova, barokní stavba z roku 1722 s polygonálním závěrem a malou střešní věží. Kapli dal postavit Jakub Škultéty. V 19. století byla upravována, obnovou prošla v roce 1977 a 1997.[31] Stojí v prostoru bývalého hřbitova zrušeného v roce 1872. V kapli je pohřben kněz Štefan Lauro, obchodník a zakladatel dívčího ústavu Michal Flenger, a novozámecký děkan a první kodifikátor spisovné češtiny, Anton Bernolák.
- Památník 250. výročí osvobození od turecké nadvlády; památník stojí na dvoře maďarské základní školy na ulici Gergelya Czuczora.
- Památník obětem Holocaustu
- Reformovaný kostel, jednolodní modernistická stavba z let 1941–1942.
- Zříceniny bašt novozámecké pevnosti, Žerotínova, Michalská, Císařova, Česká, Ernestova a Forgáčova bašta, renesanční fortifikace pevnosti. Památkově chráněný je nejlépe dochovaný jihovýchodní bastion, Forgáčova bašta z let 1571–1581.
- Římskokatolický kostel Povýšení sv. Kříže, jednolodní původně pozdně gotická stavba s polygonálním ukončením presbytáře a představenou věží, z let 1585–1595.
- Římskokatolický kostel sv. Františka z Assisi s klášterem františkánů, jednolodní barokní stavba z let 1626–1631 s polygonálním ukončením presbytáře a věží tvořící součást její hmoty. Klášter je čtyřkřídlová raně barokní stavba z let 1626–1629. Během Rákociho povstání v klášteře býval Mikuláš Berčéni, který klášter rozšířil. Na konci 19. století byla budova zrenovována podle plánů architekta Bálintha. V knihovně byly objeveny cenné kodexy z 15. a 16. století: byl to Novozámocký kodex (maď. Érsekújvári kodex), Český kodex (maď. Cseh kodex), Thewrewk kodex (dnešním zápisem török) a Piry-hártya kodex.
- Socha Antona Bernoláka na hlavním náměstí.
- Vojenský hřbitov, na kterém je pochováno 206 vojáků, z toho 92 Čechů, Moravanů a Slováků. Na hřbitově stojí památník československých legionářů, kteří padli v roce 1919 během maďarsko–československé války při obraně  Československa.[12]
- Synagoga je jednopodlažní novorománská stavba  z roku 1885. Je jednou ze čtyř synagog na Slovensku, které slouží dodnes svému původnímu účelu. Obnovou prošla v roce 1910. Během bombardování města nebyla budova zasažena, ale po skončení druhé světové války se dostala okraji zájmu. Obnovou prošla v letech 1989–1992 a naposledy v roce 2008. V interiéru je devatenáct kamenných tabulí odhalených 20. června 1999, na kterých jsou vytesána jména 3 000 odvlečených a zavražděných novozámeckých Židů.[13]
- Do správního území města zasahuje část přírodní památky Potok Chrenovka.

## Osobnosti
- Anton Bernolák (1762–1813), kněz a jazykovědec
- Otokar Klein (* 1974), operní pěvec
- Henrieta Nagyová (* 1978), tenistka
- Robert Vano (* 1948), fotograf
- Peter Macsovszky (* 1966), spisovatel
- Vladimír Balla (* 1967), spisovatel
- Lajos Kassák (1887–1967), básník, malíř a spisovatel

## Partnerská města
- Fonyód, Maďarsko
- Tótkomlós, Maďarsko
- Tábor, Česko
- Znojmo, Česko